# 好酸球性肺炎
好酸球性肺炎（こうさんきゅうせいはいえん、英語: eosinophilic pneumonia）は、好酸球を伴う肺浸潤をきたす一連の症候群である。かつてPIE症候群（英: pulmonary infiltration with eosinophilia syndrome）として呼ばれていたものを包括する概念である。

## 疾患概念の変遷
1932年、レフレル（Wilhelm Löffler）が、末梢血中の好酸球の増加と肺の異常陰影を呈する疾患を報告したのが、本症候群の最初の報告とされる。今日、レフレルが報告したものは単純性肺好酸球症（レフラー症候群）として知られている。
1952年、クロフトンは、レフラーが報告したものを含めて5つの疾患に再分類することを提唱した。この分類は、1973年にシトロによって下記のように改訂された。
- 単純性肺好酸球増多症（レフレル症候群）
- 遷延性肺好酸球増多症
- 熱帯性好酸球増多症（ミクロフィラリア症）
- 喘息を伴う好酸球増多症（アレルギー性気管支肺アスペルギルス症：ABPA）
- 血管炎に伴う好酸球増多症（古典的PN、EGPA、多発血管炎性肉芽腫症）

しかしその後、末梢血において好酸球の増多所見を認めないにもかかわらず、胸部X線写真上では浸潤影を呈し、気管支肺胞洗浄液（BALF）や組織生検像においては好酸球浸潤を認めるという疾患の存在が明らかになった。このことから、現在では、これらも含めて好酸球性肺炎として扱うことが多くなっている。

## レフレル症候群
レフレル症候群（レフラー症候群、単純性肺好酸球増多症）は、胸部X線写真において肺に一過性・移動性の浸潤影を認め、末梢血において好酸球の増多を呈し、症状は比較的軽度で予後良好な疾患である。
原因は寄生虫や薬剤（ペニシリンなど）とされるが、不明である場合も多い。発症機序にはI型アレルギーおよびIII型アレルギーの関与が疑われている。
症状は軽度で無症状例も多く、見られたとしても微熱や軽度咳嗽、喘鳴、倦怠感程度で、通常、5〜10日で消失する。また、胸部X線写真上では浸潤性陰影が見られるが、これはときに移動性であり、こちらも1か月以内に消失する。多くは治療を必要とせず、経過観察のみで自然治癒する。

## 急性好酸球性肺炎
急性好酸球性肺炎（Acute Eosinophilic Pneumonia: AEP）は、急性の経過で発症して重症呼吸不全を呈する、予後良好な好酸球性肺炎。これは、1989年にAllen、Badesch らによって提唱された新しい疾患概念で、喫煙や薬剤、寄生虫などの関与が疑われている。一般的には若い男性に多く、禁煙者が喫煙を再開した直後、あるいは新しい薬剤の投与を開始した直後の発症が見られるほか、加熱式たばこにより発症した事例が報告されている。
症状は重篤で、動脈血酸素分圧が60Torr以下と重度の低酸素血症を呈する。胸部X線写真においては肺にびまん性ないしすりガラス状陰影を認め、気管支肺胞洗浄液（BALF）においては好酸球が大きく増多（25%以上）する一方で、末梢血中の好酸球は軽度上昇ないし正常範囲内となる。また、肺生検においては好酸球浸潤が認められるほか、びまん性肺胞障害（DAD: diffuse alveolar damage）像を呈することもある。
その一方、ステロイド薬に対する反応性は極めて良好で、プレドニゾロン換算で40〜60mg/日（順次漸減）を投与するという標準的な治療を行なった場合、少なくとも1週間以内に改善を認め、ステロイド中止後も再発はまれである。また、自然軽快した例も認められている。

## 慢性好酸球性肺炎
慢性好酸球性肺炎（Chronic Eosinophilic Pneumonia: CEP）は、慢性に経過して予後良好な好酸球性肺炎。好酸球性肺炎として最も多くみられる病型である。一般的には中年の女性に多い。
症状としては、咳嗽、喀痰、喘鳴、呼吸困難、発熱などがある。胸部X線写真においては肺水腫のネガ像（photographic negativity of pulmonary edema）が有名であるが、実際の頻度は高くない。汎区域的な浸潤影が特徴で、6割は辺縁優位、しばしば移動性を示す。AEPと同様にBALF中好酸球数増多を認めるほか、末梢血中の好酸球数も増加している。
AEPと同様に予後良好で、プレドニゾロン換算で30〜40mg/日を投与することで、数日以内に臨床症状は消失する。ただしその後も、漸減しつつ3カ月以上という長い投与期間が必要である。

## 好酸球増加症候群
好酸球増加症候群（Hypereosinophilic syndrome: HES）は、原因不明の好酸球増加により全身性の臓器障害をきたすものである。一般的には青年ないし壮年の男性に多い。一般的には、好酸球増多の要因が不明な本態性のことをさすが、腫瘍に起因する好酸球性白血病（eosinophilic leukemia）についても、本症候群に含められることが多い。
症状は重篤で、特に末梢血中の好酸球が2,000/μlを超えるほど高値の場合には臓器障害に注意し、仮に認められた場合にはステロイドパルス療法などが必要となる。夜間咳嗽、貧血、下痢など症状は多彩であるが、肺線維症など呼吸器障害、鬱血性心不全など心合併症や神経障害、肝機能障害や血栓症の合併なども認められるため、注意を要する。

## 続発性
アレルギー性肉芽腫性血管炎（Churg-Strauss症候群）、アレルギー性気管支肺アスペルギルス症（ABPA）においても、好酸球性肺炎が認められることがある。